# Вайт-Сіті (станція метро)
51°30′43″ пн. ш. 0°13′27″ зх. д. / 51.511944° пн. ш. 0.224167° зх. д.
Вайт-Сіті (англ. White City) — станція Центральної лінії Лондонського метрополітену. Станція знаходиться у районі Вайт-Сіті, у 2-й тарифній зоні, між метростанціями Іст-Актон та Шепгердс-Буш. В 2017 році пасажирообіг станції становив 8.84 млн пасажирів На станції заставлено тактильне покриття.
23. листопада 1947 — відкриття станції.

## Пересадки
- Пересадки на автобуси London Buses маршрутів: 72, 95, 220, 228, 272 та 283.
- У кроковій досяжності знаходиться метростанція Вуд-лейн.

## Послуги
| Попередня станція | Лінія | Лінія                             | Лінія | Наступна станція |
| ----------------- | ----- | --------------------------------- | ----- | ---------------- |
| Іст-Актон         |       | Лондонське метро Центральна лінія |       | Шепгердс-Буш     |